# 黃亦志
黃亦志（1992年6月1日—）是台灣宜蘭縣出生，三級棒球於桃園養成，目前為中華職棒味全龍一軍投手教練，就讀輔大時期與目前效力於中信兄弟的彭識穎為隊上的「左右護法」，也一起當選光州世大運國手。
其於2015年季中選秀被義大犀牛以第三輪第九順位選入，退伍後以350萬元簽約金為條件加盟，2016年元旦起合約生效，為隊上極力栽培的先發投手，主要武器為變速球。

## 經歷
- 桃園縣八德市大勇國小少棒隊
- 桃園縣仁和國中青少棒隊
- 桃園縣平鎮高中青棒隊
- 輔仁大學（泰安產險）棒球隊
- 國訓中心棒球隊（2014年10月－2015年10月6日）
- 中華職棒義大犀牛（2016年1月1日－2016年10月31日）
- 中華職棒富邦悍將（2016年11月1日－2020年11月30日）
- 中華職棒味全龍二軍投手助理教練兼復建教練（2021年1月－2021年8月）[2]
- 中華職棒味全龍一軍投手助理教練（2021年8月－2022年1月）
- 中華職棒味全龍一軍牛棚教練（2022年2月～2024年3月)
- 中華職棒味全龍一軍投手教練（2024年3月～)

## 職棒生涯成績
| 年度 | 球隊     | 背號 | 出賽 | 先發 | 勝投 | 敗投 | 中繼 | 救援 | 完投 | 完封 | 四死 | 三振 | 責失 | 投球局數 | 自責分率 | 被上壘率 |
| ---- | -------- | ---- | ---- | ---- | ---- | ---- | ---- | ---- | ---- | ---- | ---- | ---- | ---- | -------- | -------- | -------- |
| 2016 | 義大犀牛 | 38   | 11   | 11   | 1    | 4    | 0    | 0    | 0    | 0    | 20   | 23   | 35   | 45.0     | 7.00     | 1.78     |
| 2017 | 富邦悍將 | 38   | 14   | 13   | 2    | 7    | 0    | 0    | 0    | 0    | 32   | 37   | 49   | 68.2     | 6.42     | 1.69     |
| 2018 | 富邦悍將 | 16   | 22   | 11   | 4    | 5    | 1    | 1    | 0    | 0    | 30   | 36   | 48   | 76.1     | 5.66     | 1.73     |
| 2019 | 富邦悍將 | 16   | 2    | 0    | 0    | 0    | 0    | 0    | 0    | 0    | 1    | 3    | 2    | 3.1      | 5.40     | 2.40     |
| 2020 | 富邦悍將 | 16   | 1    | 0    | 0    | 0    | 0    | 0    | 0    | 0    | 0    | 0    | 3    | 0.0      | 無限大   | 無限大   |
| 合計 | 5年      | －   | 50   | 35   | 7    | 16   | 1    | 1    | 0    | 0    | 83   | 99   | 137  | 193.1    | 6.38     | 1.75     |

## 特殊事蹟
- 歷經前半球季可能因傷全季報銷的波折[3]，2016年8月7日於新莊棒球場面對中信兄弟隊，先發五局投89球，失兩分自責分，取得個人職業一軍生涯首勝。

## 外部連結
- 黃亦志的Facebook專頁
- 黃亦志在中華職棒官網 （中文）和Baseball-Reference （英文）上的頁面
- 黃亦志在台灣棒球維基館上的頁面（繁體中文）